# Malaltia granulomatosa crònica
La malaltia granulomatosa crònica (MGC) (també coneguda com a síndrome Bridges–Good, trastorn granulomatós crònic i síndrome de Quie) és un grup divers de malalties hereditàries en què algunes cèl·lules del sistema immunitari tenen dificultats per formar els compostos reactius d'oxigen (la majoria pel radical superòxid degut a un NADPH oxidasa defectuós del fagòcit) utilitzat per matar a certs patògens ingerits. Això condueix a la formació de granulomes en molts òrgans.
La MGC afecta aproximadament 1 a 200.000 persones als Estats Units, amb uns 20 nous casos diagnosticats cada any.
Aquest trastorn es va descobrir per primera vegada el 1950 en una sèrie de 4 nois de Minnesota, i el 1957 va ser nomenada "granulomatosi fatal de la infància" en una publicació que descriu aquesta malaltia. El mecanisme cel·lular subjacent que causa una MGC es va descobrir el 1967 i les investigacions des d'aquest moment han elucidat encara més els mecanismes moleculars subjacents a la malaltia. Bernard Babior va fer contribucions claus en relacionar el defecte de la producció de superòxid de glòbuls blancs, a la causa de la malaltia. El 1986, la forma relacionada amb X de MGC va ser la primera malaltia per la qual es va utilitzar la clonació posicional per identificar la mutació genètica subjacent.
Més del 50% dels casos de malaltia granulomatosa crònica (MGC) tenen un patró herència lligada al cromosoma X recessiva i afecten només als homes. La resta dels casos és genèticament herència autosòmica recessiva. Les mutacions responsables de la MGC afecten els gens gp91phox (forma lligada al cromosoma X), p22phox, p47phox i p67phox.
En un futur, la teràpia gènica podria ser una opció viable pels malalts afectes d'aquest trastorn immunològic.